# Horoscopion d'Apianus

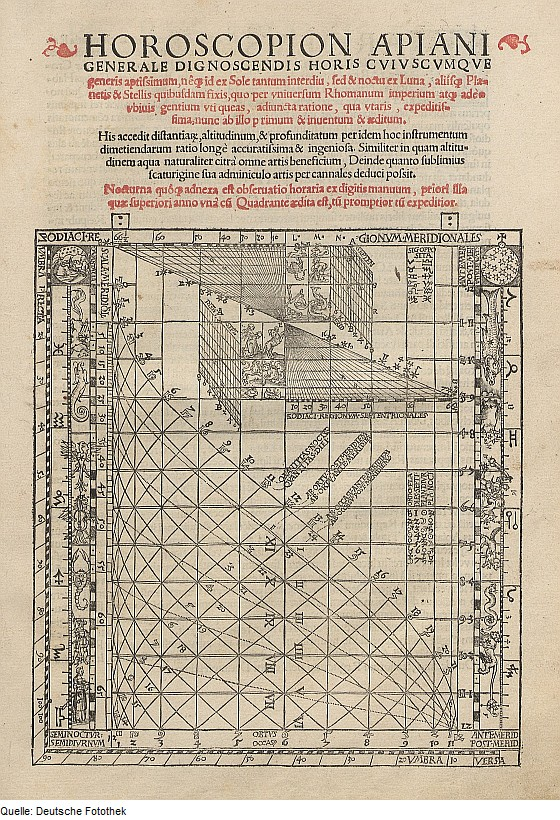
Portada del llibre amb la representació del rellotge

L'Horoscopion d'Apianus és un instrument en forma de quadrant dissenyat per Petrus Apianus. Es tracta d'un rellotge universal (horoscopion), és a dir, dissenyat per oferir valors de temps a qualsevol latitud.
Com diu el títol del llibre, l'enginyós instrument contenia un mètode molt exacte per a conèixer l'hora mitjançant el Sol durant el dia, i de nit amb la Lluna, els planetes i les estrelles. Afegia taules de distàncies i altures dels cossos celestes. A part de l'observació nocturna, també permetia el càlcul de l'hora emprant els dits de la mà.
| « | Horoscopion Apiani generale dignoscendis horis cuiuscumque generis aptissimum : nêq[ue] id ex Sole tantum interdiu, sed & noctu ex Luna, aliisq[ue] Planetis & Stellis quibusdam fixis, quo per vniuersum Rhomanum imperium atq[ue] adèo vbiuis gentium vti queas, adiuncta ratione, qua vtaris, expeditissima, nunc ab illo primum & inuentum & aeditum. His accedit distantiar[um], altitudinum, & profunditatum per idem hoc instrumentum dimetiendarum ratio longè accuratissima & ingeniosa... Nocturna quoque adnexa est obseruatio horaria ex digitis manuum | » |

Solia anar acompanyat del Quadrans astronomicus, del qual es conserva un exemplar a la Biblioteca del Reial Observatori de l'Armada, i conté nombroses anotacions manuscrites. Es tracta d'una edició molt acurada, com totes les d'aquest autor; en la portada, s'utilitzen dues tintes (negra i vermella).